# Koolraap
Koolraap (Brassica napobrassica, synoniemen: Brassica napus var. napobrassica, Brassica napus subsp. rapifera) is een plant uit de kruisbloemenfamilie (Brassicaceae). Een koolraap is de wortel van deze plant. Het jonge blad wordt 'snijmoes' of 'snijkool' genoemd en wordt eveneens gegeten. Koolraap werd vroeger in het Friese kleigebied, de Bommelerwaard, Gelderland, Noord-Limburg en Noord-Brabant verbouwd voor zowel dierlijke (veevoer) als menselijke consumptie. Tegenwoordig wordt het in Nederland weinig meer gegeten en is het een van de zogenoemde vergeten groenten.
Koolraap is waarschijnlijk ontstaan uit een kruising tussen kool (Brassica oleracea) en knolraap (Brassica rapa) (ook meiraap of meiknolletje genoemd) en wordt vaak met de laatste verward. Dit komt niet alleen doordat de koolraap vaak knolraap genoémd wordt (ook Van Dale erkent dit woordgebruik) maar ook doordat sommige rassen knol- of meiraap erg op koolraap lijken. Om de verwarring nog groter te maken worden beide soorten ook wel kortweg raap genoemd.
Typische verschillen:
- gewicht - de koolraap haalt per stuk makkelijk een kilo, terwijl knol- of meirapen meestal veel kleiner zijn;
- kleur - de als groente verkochte koolraap is oranjegeel van binnen, waar de meeste meirapen wit zijn, hoewel ook het omgekeerde voorkomt;
- groei - de knol van de koolraap vormt zich boven in de penwortel, en is daarmee een wortelknol, terwijl bij de meiraap ook de aansluitende stengelbasis verdikt is;
- seizoen - de koolraap kan goed tegen kou en warmte en is een typische wintergroente, wat voor de meiraap - zoals de naam al zegt - niet geldt.

De koolraap lijkt minder op de koolrabi (Brassica oleracea var. gongylodes), die een hypocotyl (een verdikking van de stengel) is.

## Teelt
Koolraap wordt ter plaatse gezaaid en uitgeplant, en kan op alle grondsoorten worden geteeld. Het beste gedijt hij op lichte kleigrond. Koolrapen worden in de regel begin juni gezaaid, omdat eerder zaaien vezelige, houtige knollen geeft. De zaai- en plantafstand is 50 × 40 cm. Voor uitplanten wordt eind mei/begin juni buiten op een zaaibed gezaaid en zes tot acht weken later uitgeplant. Te diep planten geeft een minder mooie knolvorm. In oktober/november worden de 1,5 kg zware knollen geoogst. De knollen kunnen bij 1 °C tot zes maanden bewaard worden. De knollen worden geschild en in staafjes gesneden en gekookt gegeten. Ze hebben een zoetige smaak. Rauw zijn ze niet bijzonder smakelijk.
Koolrapen hebben veel boor nodig. Boorgebrek uit zich door glazige vlekken, een ruw, kurkachtig knoloppervlak en holle koppen. Te veel stikstof geeft een minder goede smaak. De kunstmeststof Chilisalpeter bevat ook boor.

## Rassen
Er zijn geelvlezige en witvlezige rassen, waarbij de witvlezige alleen door de verwerkende industrie werden gebruikt.

### Geelvlezige
'Friese gele selectie Runia' werd in het noorden van Nederland veel geteeld. Dit ras heeft een mooie, ronde vorm met weinig halsvorming en is weinig gevoelig voor barsten, inwendig bruin en holle koppen. Daarnaast zijn er rassen met verschillend gekleurde kop zoals 'Hollandse roodkop', de 'Friese Paarskop' en de 'Gele Groenkop', waarmee verwezen wordt naar het bovenste deel van de raap, de kop die boven de grond uitgroeit en daardoor verkleurt.

### Witvlezige
'Heerma's Witte en 'Hoffman's Witte' zijn witvlezige, hoog opbrengende rassen.

### Koolzaad
Taxonomisch is de koolraap een variant van het koolzaad (Brassica napus), dat echter helemaal geen knollen vormt, en niet als groente wordt geteeld maar voor de olie.

## Voedingswaarde
De voedingswaarde van 100 gram verse koolraap is:
| Energetische waarde | 109 kJ   |
| ------------------- | -------- |
| Koolhydraten        | 5 gram   |
| Eiwit               | 1 gram   |
| Vet                 | 0,0 gram |
| Vitamine C          | 40 mg    |
| Vitamine B1         | 0,03 mg  |
| Vitamine B2         | 0,03 mg  |
| Calcium             | 80 mg    |
| IJzer               | 0,5 mg   |

... · 
B. campestris (Raapstelen) · 
B. carinata (Ethiopische mosterd, Abessijnse mosterd of Abessijnse kool) · 
B. juncea (Sareptamosterd) · 
B. napobrassica (Koolraap) · 

B. napus (Koolzaad) · 
B. napus subsp. napus (Duizendkoppige kool) · 

B. nigra (Zwarte mosterd) · 

B. oleracea (Kool) · 
B. oleracea var. acephala (Sierkool) · 
B. oleracea convar. acephala alef. var. gongylodes (Koolrabi) · 
B. oleracea convar. acephala var. laciniata (Boerenkool) · 
B. oleracea convar. acephala var. medullosa (Duizendkoppige kool) · 
B. oleracea var. alboglabra (Kailan of Chinese broccoli) · 
B. oleracea var. medullosa (Mergkool) · 
B. oleracea var. botrytis (Bloemkool) · 
B. oleracea convar. botrytis var. botrytis (Romanesco) · 
B. oleracea convar. botrytis var. cymosa (Broccoli) · 
B. oleracea var. capitata (Sluitkool) · 
B. oleracea convar. capitata var. alba (Wittekool) · 
B. oleracea convar. capitata var. rubra (Rodekool) · 
B. oleracea convar. capitata var. sabauda (Savooiekool) · 
B. oleracea var. costata (Tronchuda-kool) ·  
B. oleracea convar. oleracea var. gemmifera (Spruitkool) · 
B. oleracea var. oleracea (Wilde kool) · 
B. oleracea var. palmifolia (Palmkool) ·
B. oleracea var. viridis (Galicische kool) ·  

B. rapa (Raapzaad, Knolraap) · 
B. rapa var. chinensis (Paksoi) · 
B. rapa var. pekinensis (Chinese kool) · 
B. rapa var. rapa (Stoppelknol) · 
...